# Dmitri Barsuk
Dmitri Nikoláyevich Barsuk –en ruso, Дмитрий Николаевич Барсук– (Armavir, 20 de enero de 1980) es un deportista ruso que compite en voleibol, en la modalidad de playa.
Ganó una medalla de plata en el Campeonato Mundial de Vóley Playa de 2007 y una medalla de bronce en el Campeonato Europeo de Vóley Playa de 2008. En los Juegos Europeos de Bakú 2015 obtuvo una medalla de plata en el torneo masculino.
Participó en dos Juegos Olímpicos de Verano, ocupando el quinto lugar en Río de Janeiro 2016 y el noveno en Pekín 2008.

## Palmarés internacional
| Campeonato Mundial | Campeonato Mundial  | Campeonato Mundial | Campeonato Mundial  |
| Año                | Lugar               | Medalla            | Pareja              |
| ------------------ | ------------------- | ------------------ | ------------------- |
| 2007               | Gstaad (Suiza)      | Medalla de plata   | Igor Kolodinski     |
| Juegos Europeos    |                     |                    |                     |
| Año                | Lugar               | Medalla            | Pareja              |
| 2015               | Bakú (Azerbaiyán)   | Medalla de plata   | Yaroslav Koshkariov |
| Campeonato Europeo |                     |                    |                     |
| Año                | Lugar               | Medalla            | Pareja              |
| 2008               | Hamburgo (Alemania) | Medalla de bronce  | Igor Kolodinski     |